# NGC 7601
NGC 7601 é uma galáxia espiral barrada (SBbc) localizada na direcção da constelação de Pegasus. Possui uma declinação de +09° 14' 01" e uma ascensão recta de 23 horas, 18 minutos e 47,1 segundos.
A galáxia NGC 7601 foi descoberta em 1880 por -.